# Chaetocladius flavopilosellus
Chaetocladius flavopilosellus är en tvåvingeart som först beskrevs av Maurice Emile Marie Goetghebuer 1932.  Chaetocladius flavopilosellus ingår i släktet Chaetocladius och familjen fjädermyggor.
Artens utbredningsområde är Belgien. Inga underarter finns listade i Catalogue of Life.